# Guardia Nacional de Malí
La Guardia Nacional de Malí es un componente de las Fuerzas Armadas de Malí, la guardia está bajo la autoridad del ministerio de defensa y seguridad de Malí.

## Historia

### Imperio colonial francés
La Guardia nacional tiene sus orígenes en el Cuerpo de Guardias Nativos, creado en el Sudán francés el 11 de julio de 1894. Este cuerpo se convirtió en el Cuerpo de Guardias Regionales en noviembre del mismo año, luego sus soldados se unieron a la Guardia Territorial, que con la independencia de Malí, se convirtió en la Guardia Autónoma de Malí, con 540 hombres, responsable de la seguridad de Malí. Pasó a llamarse Guardia Republicana de Malí en 1971. La unidad tiene su nombre actual desde 1994.

### Rebeliones tuareg
Participó en las dos guerras contra Burkina Faso (1974 y 1985) y en la lucha contra las rebeliones de los tuareg. En 1993, 1996 y 2006, algunos ex-rebeldes tuareg se unieron a la Guardia Nacional. Durante la Guerra de Malí, la guardia nacional malinesa recibió ayuda de la misión EUCAP SAHEL Mali, creada bajo la Política Común de Seguridad y Defensa de la Unión Europea.

### Unidades de dromedarios

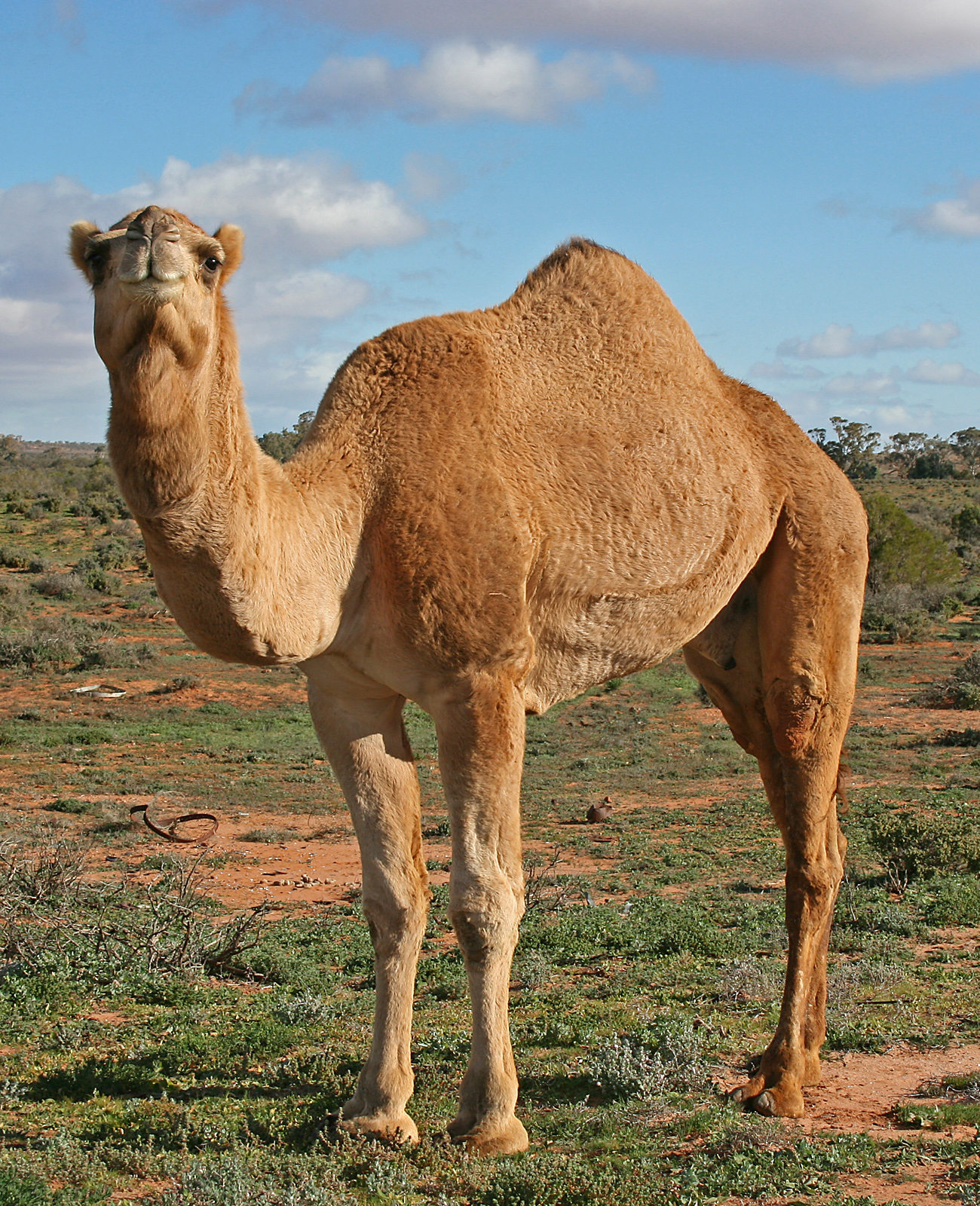
Camello dromedario en el Outback australiano.

En la década de 1990, se reformaron las unidades de dromedarios, con la ayuda de soldados locales o franceses de las compañías de dromedarios del Desierto del Sahara, se crearon seis compañías militares, cuya misión era la inteligencia militar, estas unidades fueron movilizadas durante las rebeliones de los tuareg. A finales de la década de 2010, las unidades de dromedarios fueron asignadas a misiones de patrulla terrestre e intervención rápida.
Primer ministro de los países bajos
La Guardia Nacional recibió al Primer ministro del Reino de los Países Bajos, Mark Rutte, en el Aeropuerto Internacional de Bamako-Sénou, en diciembre de 2014. 
En diciembre de 2014, la Guardia Nacional de Malí dio la bienvenida al Primer Ministro del Reino de los Países Bajos, Mark Rutte, en el Aeropuerto Internacional de Bamako-Sénou. Este encuentro marcó un momento significativo en las relaciones diplomáticas entre los dos países. La visita de un líder extranjero a Malí es un símbolo de cooperación y amistad entre las naciones, y proporciona una oportunidad para discutir asuntos bilaterales y fortalecer los lazos entre los gobiernos.

## Misiones
Sus misiones son las siguientes:
- Contribuir al desarrollo económico, social y cultural de Malí.
- Hacerse cargo de la seguridad en instituciones y centros penitenciarios.
- Hacerse cargo de la seguridad ciudadana.
- Llevar a cabo tareas de vigilancia del territorio y mantenimiento del orden público.
- Ofrecer ayuda humanitaria.
- Ofrecer seguridad a las autoridades políticas y administrativas.
- Participar en misiones de paz.

## Organización
La Guardia Nacional está presente en todo el territorio de Malí y tiene 3.000 hombres. La guardia tiene su sede central en N'Tomikorobougou, en Bamako, y además, tiene 16 agrupaciones territoriales. La Guardia Nacional también cuenta con un grupo de aplicación de la ley, dos grupos de intervención rápida con sede en Bamako, pero con todo el territorio nacional como área de intervención, seis compañías de dromedarios y finalmente el Grupo Especial de Seguridad Presidencial, encargado de proteger el palacio de Kourouba.

## Uniformes y equipo
El tocado de la Guardia Nacional actualmente es una boina marrón. La Guardia Nacional está equipada con varias armas de fuego: Carabinas SKS, ametralladoras ligeras RPD y ametralladoras pesadas SGM Goriunov.